# Шахісти (картина Верони)
Шахісти (гра в шахи, англ. The Chess Players, англ. Chess Game) — картина італійця Ліберале да Верона (італ. Liberale da Verona, 1445—1527/29). Є частиною панно кассоне на невідомий літературний сюжет. Знаходиться в колекції музею Метрополітен, США.

## Історія
Картина написана приблизно у 1475 році. Розмір дерев'яної панелі — 34,9 на 41,3 см. Розмальована поверхня — 33,3 на 40,3 см. Зберігається в музеї Метрополітен. Інвентарний номер 43.98.8. Надійшла з приватної колекції за заповітом Мейтленд Ф. Гріггс у 1943 році.
Картина і парна їй панель (1986.147) це фрагменти касоне (італ. cassone). Третій фрагмент знаходиться в колекції Бернарда Беренсона в Гарвардському Центрі ренесансних досліджень у Флоренції.

## Сюжет

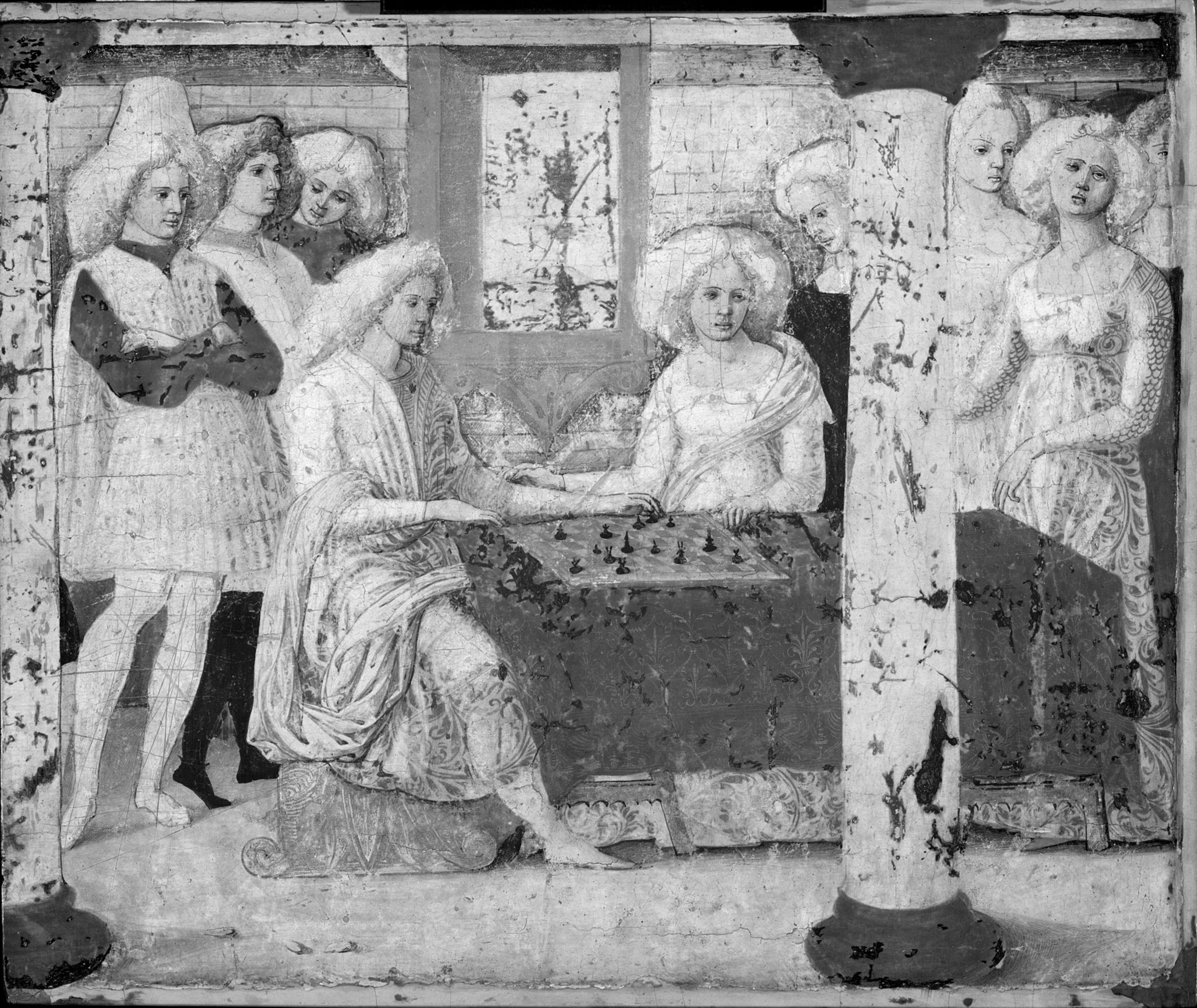
Деталі стану полотна

Панно ділиться на два послідовних епізоди: у першому епізоді дія відбувається на природі перед палацом, другий епізод відбувається в інтер'єрі кімнати цього палацу. Молоді люди дивляться, як їхній друг грає в шахи з дівчиною, котра перебуває в оточенні своїх подруг.

## Зображення шахів
Дошка нестандартних розмірів (8 на 14 клітин), на ній присутні тільки чорні фігури. Створюється враження, що художник і його замовник ніколи не грали в шахи. Фігури на дошці мають деяку схожість з реальними.